# Karissa Tynes
Karissa Tynes (* 28. Februar 1987 in Vancouver,  British Columbia, Kanada)  ist eine kanadische Schauspielerin.

## Leben
Karissa Tynes hatte 2007 ihre erste Rolle in der zweiten Staffel der Serie Eureka – Die geheime Stadt. In der Sitcom Aliens in America hatte sie eine wiederkehrende Rolle. Eine größere Rolle hatte Tynes 2010 im  Fernsehfilm Der 16. Wunsch.

## Filmografie (Auswahl)
- 2007: Eureka – Die geheime Stadt (Eureka, Fernsehserie, 2 Folgen)
- 2007–2008: Aliens in America (Fernsehserie, 4 Folgen)
- 2009: Jennifer’s Body – Jungs nach ihrem Geschmack (Jennifer’s Body)
- 2010: Der 16. Wunsch (16 Wishes, Fernsehfilm)
- 2010: Dear Mr. Gacy
- 2012: Supernatural (Fernsehserie, 1 Folge)
- 2015: Motive (Fernsehserie, 1 Folge)
- 2016: UnREAL (Fernsehserie, 8 Folgen)